# Ротшилди
Ротшилди (њем. Rothschild) су веома богата породица, која води поријекло од Мајера Амшела Ротшилда, дворског Јевреја у Земаљској грофовији Хесен-Касел, у Слободном граду Франкфурту, који је започео своје банкарско пословање 1760-их. коју су живели у Лондону, Паризу, Бечу и Напуљу, као и Франкфурту.
Током 19. вијека, када су били на врхунцу, Ротшилди су посједовали највеће богатство на свијету, као и највеће лично богатство у савременој историји. Богатство породице је, вјерује се, опало, усљед подјеле између стотине потомака. Данас, пословања Ротшилдових нису тако позната као у 19. вијеку, иако обухватају широк спектар области, укључујући финансијске услуге, некретнине, рударство, енергетику, мјешовиту пољопривреду, винарство и хуманитарни рад.

## Породични преглед
Први члан породице за којег је познато да је користио име „Ротшилд” је Изак Елханан Ротшилд, рођен 1577. Ротшилд (њем. Rothschild) на њемачком значи „црвени штит”. Успон породице на међународном нивоу почео је 1744, са рођењем Мајера Амшела Ротшилда у Франкфурту на Мајни. Рођен у „Јеврејској четврти”, гету у Франкфурту, Мајер је развио финансијску кућу и шири своју империју постављањем сваког од својих пет синова у пет главних европских финансијских центара за пословање. Грб Ротшилда на штиту садржи стегнуту песницу са пет стријела које представљају пет династија насталих од пет Мајерових синова, подсјећајући на Псалм 127—4: „Што су стријеле у руци јакоме, то су синови млади”. Породична крилатица се налази испод штита: „Concordia, Integritas, Industria” (Јединство, Интегритет, Индустрија).
Пол Џонсон је писао „Ротшилди су неухватљиви. Не постоји ниједна књига о њима да је тачна. Библиотеке бесмислица су написане о њима… Жена која је планирала да напише књигу Лажи о Ротшилдима одустала је, рекавши: Било је релативно лако уочити лажи, али се показало немогућим сазнати истину”. Он пише да, за разлику од дворских Јевреја ранијих вијекова, који су финансирали и управљали европским племићким кућама, али често губили своје богатство кроз насиље или експропријације, Ротшилди су створили нову врсту међународне банке која је била отпорно на локалне нападе. Њихова имовина је одржана финансијских инструментима, кружи кроз свијет у виду дионица, обвезница и дугова. Промјене направљене од стране Ротшилда омогућиле су им да изолују своју имовину од локалног насиља: „Од тада њихово право богатство је било ван домашаја руље, готово ван домашаја похлепних монарха”. Џонсон тврди да је њихово богатство генерисано у највећој мјери код Натана Мајера Ротшилда у Лондону; међутим, најновија истраживања Најла Фергусона указују да су већи или једнак профит такође оствариле друге династије Ротшилда, укључујући Јакоба Мајера Ротшилда у Паризу, Калман Мајера Ротшилда у Напуљу и Амшела Мајера Ротишилда у Франкфурту.
Сљедећи битан дио стратегије Мајера Ротшилда је да за будући успјех држи контролу над банкама у породичним рукама, омогућавајући им да одрже пуну тајност о величини свој иметака. Мајер је сачувао породично богатство пажљивим уговореним браковима, често са првим или другим рођакињама (слично краљевском родоскрвнућу). До краја 19. вијека су, међутим, готово сви Ротшилди почели да се вјенчају ван породице, обично у аристократске или друге финансијске породице. Његови синови су били:
- Амшел Мајер Ротшилд (1773—1855): Франкфурт, умро без дјеце, наследили га синови Соломона и Калмана;
- Соломон Мајер Ротшилд (1774—1855): Беч;
- Натан Мајер Ротшилд (1777—1836): Лондон;
- Калман Мајер Ротшилд (1788—1855): Напуљ;
- Јакоб Мајер Ротшилд (1792—1868): Париз.

### Породице по државама
- Ротшилд банкарска породица из Аустрије []
- Ротшилд банкарска породица из Енглеске []
- Ротшилд банкарска породица из Напуља []
- Ротшилд банкарска породица из Француске []

Пета чланова аустријске гране породице је уздигнута на ниво племства, пет насљедних титула барона Аустријског царства дао им је Франц II 1816. године. Другу линију, британску грану породице, уздигла је краљица Викторија, која је породици додјелила насљедне титуле баронета (1847) и барона (1885).

## Наполеонови ратови
Ротшилди су већ поседовали велико богатство пре Наполеонових ратова (1803-1815). У Лондону, у периоду од 1813 до 1815. године, Натан Мајер Ротшилд се истакао као највећи финансијски подупирач ратних потрепштина Уједињеног Краљевства, организујући бродски превоз муниције и наоружања војскама Војводе Артура Велслија у Европи, као и пружање финансијске помоћи британским континенталним савезницама. Само 1815. године, Ротшилди су позајмили £9 800 000 (отприлике £850 000 000 у 2023. години) британским континенталним савезницама, са каматном стопом.

## Јеврејски идентитет и став према ционизму
Солидарност према Јеврејима у породици није била хомогена. Бројни Ротшилди су подржавали ционизам, док су се неки чланови породице противили оснивању јеврејске државе. Године 1917, Барон Валтер Ротшилд је био прималац Балфорове декларације упућене Ционистичкој Федерацији Велике Британије и Ирске, којом се британска влада обавезала на оснивање националне државе јеврејског народа у Палестини. Његов нећак, Барон Виктор Ротшилд, противио се давању азила или помагању јеврејских избеглица 1938.
Након смрти Јакова Мајера Ротшилда 1868. године, његов најстарији син Алфонс Ротшилд је преузео вођство породичне  банке и био најактивнији у подршци идеје земље Израела. Архива породице Ротшилд показује да су током 1870-их донирали око 500 000 франака годишње организацији Светски Јеврејски Савез из Француске, с циљем пружања помоћи Јеврејима у источној Европи.